# Tekeriš
Tekeriš (cyr. Текериш) – wieś w Serbii, w okręgu maczwańskim, w mieście Loznica. W 2011 roku liczyła 286 mieszkańców.